# Brownlowia velutina
Brownlowia velutina là một loài thực vật có hoa thuộc họ Tiliaceae.
Loài này chỉ có ở Malaysia.